# 忍耐圣母圣殿
忍耐圣母圣殿（Basilique Santa Maria della Pazienza）是一座宗座圣殿，位于那不勒斯历史中心Avvocata区的Cesarea广场，距离天主圣三堂（église de la Santissima Trinità alla Cesarea）不远。

## 历史
该堂创建于1601年，附属于安妮巴莱·切萨雷奥（Annibale Cesareo）的收容所（hospice）。该堂以纯正的那不勒斯巴洛克风格建造，历时35年。教堂在1733年至1735年之间，先后由科斯坦蒂诺·曼尼和托马索·埃博利进行了改建。

## 艺术
堂内保留了许多艺术品。天花板上是朱塞佩·波佐维沃的《圣家庭在逃亡埃及途中休息》。此外还有乔瓦尼·贝尔纳多·拉玛（Giovanni Bernardo Lama）绘于1730-1732年的《七美德》。